# Trần Văn Trà
Nguyễn Chấn, noto anche con lo pseudonimo di Văn Trà Trần (Quảng Ngãi, 15 settembre 1919 – Ho Chi Minh, 20 aprile 1996), è stato un generale vietnamita.
Originario del Vietnam centrale, entrò a far parte del movimento Viet Minh e partecipò alla guerra d'Indocina combattendo in Cocincina. Dopo l'inizio della guerra del Vietnam, nel 1963 venne inviato dalla dirigenza comunista del Vietnam del Nord nel Vietnam del Sud per guidare la resistenza Viet Cong nell'importantissimo settore B2, che comprendeva la regione di Saigon e del delta del Mekong.
Comandante determinato e aggressivo, dotato di notevoli qualità di organizzatore, fu da quel momento e fino al termine della guerra nel 1975 il più importante e capace dirigente militare dei Viet Cong, organizzando la lotta contro l'escalation americana e guidando le forze insurrezionali in tutte le fasi più importanti del conflitto, tra cui l'offensiva del Têt del 1968.
Sempre alla guida dei Viet Cong in collaborazione con l'Esercito regolare nordvietnamita, prese parte anche all'offensiva finale del 1975 che si concluse con la caduta di Saigon. Nonostante il suo contributo alla vittoria, dopo la riunificazione venne messo da parte anche per aver scritto un testo di memorie oggettivo e perse ogni influenza politica rimanendo in disparte, pur conservando la sua reputazione militare fino alla sua morte nel 1996.

## Biografia

### I primi anni e la militanza nel Viet Minh
Trần Văn Trà era originario di una famiglia povera della provincia di Quang Ngai, sulla costa del Vietnam centrale, dove visse i primi anni della sua vita e frequentò le scuole elementari; il padre era muratore. Trasferitosi a Huè per frequentare la scuola di ingegneria, nel 1936 entrò a far parte della Lega della gioventù democratica costituita per sosotenere le attività del movimento rivoluzionario per l'indipendenza. Nel 1938 abbandonò il lavoro nelle ferrovie e aderì al Partito comunista dell'Indocina, iniziando il suo impegno rivoluzionario attivo, che venne individuato dalle autorità coloniali francesi, che lo arrestarono per due volte. Da questo periodo egli divenne conosciuto anche altri pseudonimi.
Dopo la rivoluzione di agosto 1945 e l'inizio della guerra d'Indocina, Trần Văn Trà entrò a far parte del movimento Viet Minh di Ho Chi Minh e assunse incarichi di comando politico-militari sempre più importanti, dirigendo la resistenza soprattutto nelle regioni meridionali del Vietnam. A partire dal 1946 divenne prima comandante di squadra e di reggimento, quindi capo del distretto militare 8 e commissario politico per il sud (1946-1948). Verso la fine della guerra Trà divenne prima comandante e commissario politico della zona di Saigon-Cholon, poi comandante della zona 7 (1949-1950), infine nel 1951-1954 fu il vicecomandante superiore del Viet Minh nelle regioni meridionali e comandante dell'importante settore del Nam Bộ.
Dopo la fine della guerra d'Indocina e la conferenza di Ginevra, Trần Văn Trà nel 1955 venne richiamato a nord, dove Ho Chi Minh stava organizzando lo stato comunista della Repubblica Democratica del Vietnam; egli continuò la sua carriera militare ricevendo nuovi incarichi di grande rilievo: nel 1958 fu vicecomandante del dipartimento generale dell'addestramento militare, nel 1961 direttore dell'accademia militare e giudice capo della corte di giustizia militare centrale; nel 1962 infine divenne vicecomandante in capo dell'Esercito popolare del Vietnam. In questo periodo Trần Văn Trà frequentò anche corsi di specializzazione militare a Mosca e a Pechino per approfondire la preparazione tecnica. Trà, che era stato promosso maggior generale, ricevette il comando, dopo il suo ritorno in patria, della 330ª Divisione dell'Esercito popolare.

### Con i Viet Cong nella guerra del Vietnam
Nel 1963 con l'intensificarsi della guerra del Vietnam, la dirigenza del Vietnam del Nord decise di inviare Trần Văn Trà a sud per assumere il comando militare delle forze Viet Cong nel decisivo settore del delta del Mekong (cosiddetto settore B2); il generale percorse il sentiero di Ho Chi Minh per raggiungere l'area di operazioni e da quel momento ebbe un ruolo decisivo nella direzione delle operazioni della guerriglia del Fronte di Liberazione Nazionale, che in questa fase sembrava in grado di raggiungere in tempi brevi una completa vittoria. Trần Văn Trà assunse il nome in codice di Anh Tu e, oltre a dirigere il settore B2, divenne il vicecomandante di tutte le forze del Fronte di Liberazione.

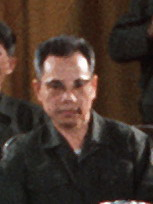
Trần Văn Trà nel 1973.

I continui successi dei vietcong guidati da Trần Văn Trà nella prima metà del 1965, costrinsero i capi politici degli Stati Uniti a far entrare in azione delle truppe da combattimento americane; ebbe quindi inizio l'escalation dell'intervento militare statunitense che continuò nel 1966 e 1967 mettendo a dura prova le forze vietcong, che in questa fase iniziarono ad essere rinforzate dai primi reparti regolari nordvietnamiti dell'Esercito popolare. Nonostante la potenza delle forze americane, il capo politico-militare del Fronte di Liberazione, l'aggressivo generale Nguyễn Chí Thanh, decise di affrontare direttamente le truppe nemiche per infliggere perdite e scuotere la sicurezza del nemico; queste costose tattiche offensive erano condivise da Trần Văn Trà, che quindi impegnò i suoi reparti in una lotta diretta contro i reparti da combattimento americani. La strategia di Thanh e Trà provocò forti perdite tra le file del Fronte di Liberazione, ma logorò anche le truppe statunitensi, che in quasi tre anni di escalation non raggiunsero alcun risultato decisivo nonostante il continuo aumento degli effettivi impiegati.
All'inizio del 1968, i dirigenti comunisti del Vietnam del Nord e del Fronte di Liberazione Nazionale decisero di incrementare ancora l'offensiva nel Vietnam del Sud; nonostante la morte per malattia del generale Thanh, si decise di sferrare una grande offensiva generale nelle grandi città sudvietnamite per dimostrare l'impotenza americana, la debolezza militare del cosiddetto "governo fantoccio" ed estendere il territorio dominato dai vietcong. Trần Văn Trà svolse un ruolo importantissimo nella offensiva del Têt, dirigendo tutti i reparti vietcong che sferrarono il clamoroso attacco diretto a Saigon che colse di sorpresa gli americani. L'offensiva del Tet non raggiunse la vittoria finale, ma ebbe conseguenze politiche decisive costringendo il presidente Lyndon Johnson a interrompere l'escalation e iniziare trattative di pace. I vietcong tuttavia subirono forti perdite nell'offensiva e nelle sue memorie Trà ammette che l'operazione ottenne solo risultati parziali e che ci furono seri errori di pianificazione politico-militare da parte del comando del Fronte di Liberazione.
Trần Văn Trà rimase nel Vietnam del Sud anche negli anni successivi all'offensiva del Tet che furono caratterizzati dal tentativo statunitense di vietnamizzazione del conflitto e da notevoli difficoltà per il movimento Viet Cong; egli mantenne il comando del settore B2 e prese parte alla offensiva di Pasqua del 1972 che si concluse senza risultati decisivi. All'inizio del 1973 vennero conclusi gli effemeri Accordi di pace di Parigi che prevedevano il completo ritiro americano e la costituzione di una commissione congiunta d'armistizio; Trần Văn Trà divenne il rappresentante per il Fronte di Liberazione Nazionale nella commissione d'armistizio incaricata di risolvere i problemi tecnici della tregua.
Nella primavera 1973 Trần Văn Trà ritornò ad Hanoi dove rimase fino alla primavera 1974; in questo periodo le forze comuniste al sud potenziarono lentamente la loro organizzazione logistica e riguadagnarono il controllo di importanti regioni agricole nel delta del Mekong e negli altipiani centrali, mentre il governo di Saigon perdeva progressivamente il controllo della situazione. Ritornato nel Vietnam del Sud, Trần Văn Trà ritenne che fosse giunto il momento di riprendere l'offensiva e sfruttare la situazione favorevole; egli ritornò a nord in ottobre per presentare le sue proposte e convincere la dirigenza comunista a rinunciare ad ulteriori preparativi e passare decisamente all'offensiva. I capi del Vietnam del Nord erano in disaccordo, molti ritenevano ancora prematura rompere la tregua; alla fine si decise, soprattutto su iniziativa di Lê Duẩn, di autorizzare Trần Văn Trà a sferrare un attacco locale nella provincia di Phuoc Long.
Il generale passò all'offensiva all'inizio del 1975 e raggiunse un brillante e inatteso successo; la capitale della provincia, Binh Phuoc, cadde il 6 gennaio 1975. Dopo questa vittoria e gli evidenti segni di disgregazione del governo del Vietnam del Sud, in assenza di ulteriori aiuti militari americani, la dirigenza di Hanoi decise di sferrare subito, secondo le indicazioni di Trần Văn Trà, la grande offensiva generale. Il generale Văn Tiến Dũng, capo di stato maggiore dell'Esercito popolare del Vietnam, raggiunse il quartier generale vietcong a Lộc Ninh e assunse il comando supremo della cosiddetta campagna di Ho Chi Minh, mentre Trần Văn Trà divenne il vicecomandante responsabile delle unità vietcong. L'offensiva finale delle forze comuniste in Vietnam del Sud progredì con grande rapidità e si concluse con la vittoria totale il 30 aprile 1975, giorno della caduta di Saigon. Trần Văn Trà partecipò alle fasi finali ed entrò nella capitale nemica.

### Gli ultimi anni
Dopo la vittoria, Trần Văn Trà assunse importanti incarichi politico-militari all'interno del governo provvisorio del Vietnam del Sud in attesa della riunificazione con il Vietnam del Nord. Egli inoltre si dedicò alla stesura di una vasta relazione memorialistica della guerra del Vietnam dal punto di vista delle forze vietcong di cui aveva diretto per tanti anni le operazioni. L'opera, strutturata in cinque volumi, non minimizzava gli errori dei dirigenti comunisti e le difficoltà della guerriglia nelle alterne vicende del conflitto. Nel 1982 venne pubblicato il quinto volume, tradotto anche in inglese con il titolo A History of the Bulwark B-2 Theater, Volume Concluding the 30-years war, in cui erano contenute forti critiche alle decisioni di Hanoi al tempo dell'offensiva del Tet.
L'indipendenza di giudizio e l'obiettività del lavoro storiografico di Trần Văn Trà suscitarono il disappunto della dirigenza comunista e ben presto il suo resoconto venne ritirato e gli altri volumi non furono più pubblicati. Negli anni seguenti il generale venne escluso dall'attività politico-militare e perse le sue posizioni di potere all'interno del nucleo dirigente della Repubblica del Vietnam riunificato. Trần Văn Trà tuttavia mantenne la sua alta reputazione tra i combattenti della guerra del Vietnam e dal 1989 al 1992 egli fu il viceresponsabile dell'associazione dei veterani vietnamiti. Il generale, figura tra le più importanti del conflitto indocinese, è deceduto il 20 aprile 1996.